# Coleocentrus occidentalis
Coleocentrus occidentalis är en stekelart som beskrevs av Cresson 1879. Coleocentrus occidentalis ingår i släktet Coleocentrus och familjen brokparasitsteklar. Utöver nominatformen finns också underarten C. o. pulchripennis.